# Dennis Coffey
Dennis Coffey fue por largo tiempo guitarrista de sesión para Motown; obtuvo sus propios éxitos funky en los primeros 1970s con "Theme from Black Belt Jones," (de la película de artes marciales - blaxploitation del mismo título) "Getting It On" y especialmente "Scorpio," el cual es uno de los mejores breakbeat de todos los tiempos (se puede escuchar sampleado, por ejemplo, en "Bust A Move" de Young MC).
Trabajó virtualmente con todo número musical Soul de Detroit desde fines de los 60s hasta finales de los 70s, incluyendo the Dramatics (fuzzeando en su "In the Rain"); el sello Invictus, (sede de artistas como Honey Cone, 8th Day, Chairmen of the Board), y Funkadelic de George Clinton (acreditado en su primer álbum). Al avanzar la década, acertó con el tema jazz-funk "Wings of Fire", en donde mostró sus claras influencias de los ritmos de James Brown y Sly, como del sonido del Rock Ácido.
Como productor/compositor, ayudó a descubrir a Rare Earth, que lograron un monumental éxito en 1969 con "Get Ready", y el grupo pop-soul Gallery. Mientras tanto, con su compañero Mike Theodore, produjo varios actos para el sello Westbound, incluyendo King Errisson, CJ and Company y the Detroit Four.
En 2004 se publicó la autobiografía de Coffey, Guitars, Bars, and Motown Superstars.

## Datos
"Gettin It On" aparece sampleado en "Youre Gonna Get Yours" de Public Enemy.
" Theme From Blackbelt Jones" tiene partes que aparecen sampleadas en "Jiggling Baby" de LL Cool J.